# Seguiriya
La siguiriya è un palo del flamenco, cante tragico, forte, oscuro e desolante, interpretato in forma compassata e lenta. Essendo una deformazione fonetica di seguidilla e uno dei palos del Flamenco più importanti. Le parole delle sue strofe (coplas) sono tragiche, dolorose e riflettono la sofferenza delle relazioni umane, amore e morte.

## Forma metrica
Strutturalmente si compone di quattro versi di sei sillabe il primo, secondo e quarto, e  endecasillabo il terzo. Il secondo e il quarto rimano in consonanza o assonanza. La struttura in questo caso non è rigorosa, primeggiando il sentimento sopra la forma, e non è raro trovare delle seguiriyas con altra forma metrica (7-7-11-7 y 8-5-11-6). Una forma meno estesa è la struttura 6-11-6, nella quale rima il primo verso col terzo, e si ripete usualmente il secondo verso al cantare.
Uno dei cantanti più famosi del cante de la seguiriya fu Antonio Mairena.

## Forma Musicale
La siguiriya detta anche seguiriya o seguidilla gitana è una delle forme musicali più importanti del flamenco appartenente al cante jondo ed è normalmente suonata in chiave di La nel modo Frigio e ogni misura (compás) consiste di 12 battiti accentati sulla 1ª, 3ª, 5ª, 8ª e 11ª come viene qui mostrato:

[1] 2 [3] 4 [5] 6  7 [8] 9 10 [11] 12
Questo ritmo può essere contrastato da un altro del cosiddetto soleares, che ha ugualmente 12 beat, ma con accenti differenti. Prendendo l'insolita accentazione nella resa del ritmo, esso può tecnicamente essere visto come una misura di 3/4 (contata in ottavi) partendo sulla "2", una misura di 6/8 seguita dalla "1 and" del 3/4. Ci sarebbe da notare che ogni nota è regolarmente distanziata a parte. Per esempio:

[2] and [3] and [1]   2    3   [4]   5  6   [1] and
Ad ogni modo, questo sfasamento presenta difficoltà di conteggio e si vengono a contare molto più semplicemente 5 beats, tre brevi e due lunghi:

[1] and [2] and [3] and uh [4] and uh [5] and
In questo caso, il 1°, 2°, e 5° sono brevi e il 3° e 4° lunghi.